# ボルゲントライヒ
ボルゲントライヒ (ドイツ語: Borgentreich, ドイツ語発音: [ˈbɔrɡ̩ntr‿aiç] ( 音声ファイル)、低地ドイツ語: Bentreike) は、ドイツ連邦共和国ノルトライン＝ヴェストファーレン州東部デトモルト行政管区のヘクスター郡に属す小都市である。現在の地名 Borgentreich は、歴史的には Berentreiche、Bogentrike、Borgentrike、Borgetrik とも表記された。低地ドイツ語では、Borgentrike とも表記される。ボルゲントライヒは、2012年から公式に「オルゲルシュタット」（オルガンの街）を名乗っている。

## 地理

### 位置
ボルゲントライヒは、エッゲ山地とヴェーザー川との間、ノルトライン＝ヴェストファーレン州とヘッセン州との州境に面したヴァールブルガー沃野に位置している。最寄りの上級中心都市は、35 km 北西に位置するパーダーボルン、35 km 南東に位置するカッセルである。
ボルゲントライヒの中核市区を東西にミューレンバッハ川（エッゲル川支流）が流れており、南部のケルベッケ市区を南北にフォムバッハ川（ディーメル川支流）、南西部のリュトゲンエーダー地区を同じく南北にエッゲル川が流れている。
市域の高低差はかなり大きく、最低地点はレーゼベック南部のエッゲル川が市域から流れ去る海抜 169 m、最高地点はヘッセン州との州境に面したマンローデの南に位置する「ホーエ・ベルク」の海抜 371 m である。

### 地質学

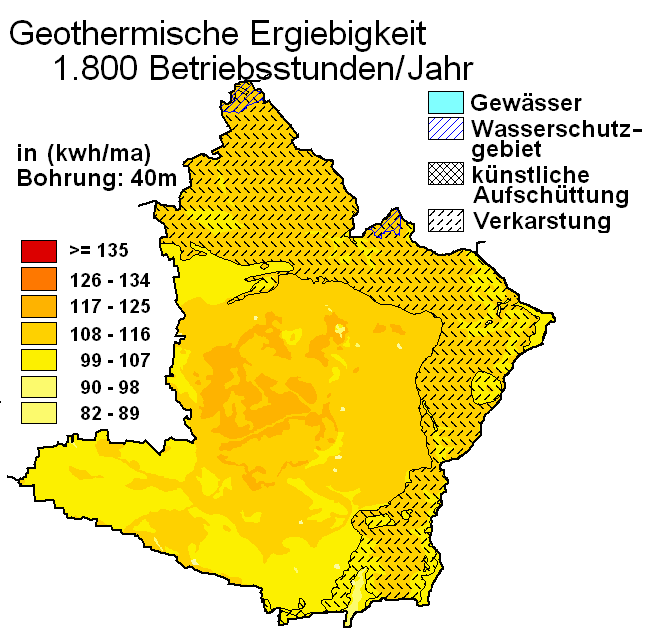
ボルゲントライヒの地熱分布図

岩盤は主に、2億4千万年前から2億2千万年前にこの地にあった海または川の堆積岩からなっている。タンネンコプフ、ヴァイスホルツ、ホーエン・ベルク、シュピーゲルスベルク、エーレンブルクの西側では、約1億9千万年前に噴出した火成岩が見られる。川谷やヴァールブルガー沃野は氷期のもろい岩、特に風によって運ばれた黄土、砂、礫で覆われているが、その下層は、粘土岩やマール、一部はコイパー統の砂岩やドロマイトから形成された岩盤である。さらに下層にはブンター統や古生代の堅い岩層がある。
飲料水は、地下の様々な岩層から採取される。ムシェルカルク統後期の石灰岩は最も重要な地下水の水路である。しかし粘土岩に含まれる石膏成分のため、地下水にはしばしば硫酸カルシウムが多く含まれており、こうした地下水は飲料水として用いることはできない。こうした背景から飲料水を安全に供給するために、隣接するトレンデルブルク市に長い水道管が敷設されている。
ボルゲントライヒの市域は、地熱ゾンデによる地熱源やヒートポンプによる地熱採取については「良好」、鞍部では「極めて良好」な状態にある（右図参照）。

### 市域の広がりと土地利用
「グローセ・ラントゲマインデ」（直訳すると「大きな田舎町」）に分類される本市の面積は 138.76 km2、南北の最大長は約 17.3 km、東西軸のそれは約 16.6 km である。
| 用途別面積 | 農業用地 | 森林   | 宅地、空き地 産業用地 | 交通用地 | 水域  | スポーツ用地 緑地 | その他 |
| ---------- | -------- | ------ | --------------------- | -------- | ----- | ----------------- | ------ |
| 面積 (km2) | 111.46   | 15.42  | 5.13                  | 5.52     | 0.89  | 0.32              | 0.20   |
| 占有率     | 80.2 %   | 11.1 % | 3.7 %                 | 4.0 %    | 0.6 % | 0.2 %             | 0.14 % |

### 隣接する市町村
ボルゲントライヒは、北はベーヴェルンゲン（ノルトライン＝ヴェストファーレン州ヘクスター郡）、北東はバート・カールスハーフェン、東はトレンデルブルク、南東はリーベナウ（以上、ヘッセン州カッセル郡）、南はヴァールブルク、西はヴィレバートエッセン、北西はブラーケル（ノルトライン＝ヴェストファーレン州ヘクスター郡）と境を接する。

### 市の構成
基本条例 §1 によれば、ボルゲントライヒ市は、以下の12の市区からなる。これらは、1975年以前にはアムト・ボルゲントライヒに属す独立した自治体であった。
| 市区               | 市区         | 人口（人） | ボルゲントライヒ市区図 |
| ------------------ | ------------ | ---------- | ---------------------- |
| ボルゲントライヒ   | Borgentreich | 2,566      | ボルゲントライヒ市区図 |
| ボルクホルツ       | Borgholz     | 1,055      | ボルゲントライヒ市区図 |
| ビューネ           | Bühne        | 1,189      | ボルゲントライヒ市区図 |
| ドランクハウゼン   | Drankhausen  | 61         | ボルゲントライヒ市区図 |
| グローセンエーダー | Großeneder   | 823        | ボルゲントライヒ市区図 |
| ケルベッケ         | Körbecke     | 668        | ボルゲントライヒ市区図 |
| リュトゲンエーダー | Lütgeneder   | 423        | ボルゲントライヒ市区図 |
| マンローデ         | Manrode      | 492        | ボルゲントライヒ市区図 |
| ムッデンハーゲン   | Muddenhagen  | 204        | ボルゲントライヒ市区図 |
| ナーティンゲン     | Natingen     | 335        | ボルゲントライヒ市区図 |
| ナッツンゲン       | Natzungen    | 800        | ボルゲントライヒ市区図 |
| レーゼベック       | Rösebeck     | 492        | ボルゲントライヒ市区図 |
| 計                 | 計           | 9,040      | ボルゲントライヒ市区図 |

### 気候
ボルゲントライヒは、中央ヨーロッパの温和な気候帯に属している。亜大西洋性海洋式気候の地域に位置している。冬は大西洋の影響でおおむね穏やかであり、夏はかなり暑い。年間を通して湿潤な気候であり、季節によらず比較的均等に降水がある。年間降水量の長期平均値は 677.8 mm であり、ドイツ平均 (700 mm) よりわずかに少ない。年間平均気温は約 8 - 9 ℃である。
| ボルゲントライヒ（海抜 206 m）の降水量とビューネ地区（海抜 240 m）の気温の長期平均気候データ（1961年 - 1990年）の気候 | ボルゲントライヒ（海抜 206 m）の降水量とビューネ地区（海抜 240 m）の気温の長期平均気候データ（1961年 - 1990年）の気候 | ボルゲントライヒ（海抜 206 m）の降水量とビューネ地区（海抜 240 m）の気温の長期平均気候データ（1961年 - 1990年）の気候 | ボルゲントライヒ（海抜 206 m）の降水量とビューネ地区（海抜 240 m）の気温の長期平均気候データ（1961年 - 1990年）の気候 | ボルゲントライヒ（海抜 206 m）の降水量とビューネ地区（海抜 240 m）の気温の長期平均気候データ（1961年 - 1990年）の気候 | ボルゲントライヒ（海抜 206 m）の降水量とビューネ地区（海抜 240 m）の気温の長期平均気候データ（1961年 - 1990年）の気候 | ボルゲントライヒ（海抜 206 m）の降水量とビューネ地区（海抜 240 m）の気温の長期平均気候データ（1961年 - 1990年）の気候 | ボルゲントライヒ（海抜 206 m）の降水量とビューネ地区（海抜 240 m）の気温の長期平均気候データ（1961年 - 1990年）の気候 | ボルゲントライヒ（海抜 206 m）の降水量とビューネ地区（海抜 240 m）の気温の長期平均気候データ（1961年 - 1990年）の気候 | ボルゲントライヒ（海抜 206 m）の降水量とビューネ地区（海抜 240 m）の気温の長期平均気候データ（1961年 - 1990年）の気候 | ボルゲントライヒ（海抜 206 m）の降水量とビューネ地区（海抜 240 m）の気温の長期平均気候データ（1961年 - 1990年）の気候 | ボルゲントライヒ（海抜 206 m）の降水量とビューネ地区（海抜 240 m）の気温の長期平均気候データ（1961年 - 1990年）の気候 | ボルゲントライヒ（海抜 206 m）の降水量とビューネ地区（海抜 240 m）の気温の長期平均気候データ（1961年 - 1990年）の気候 | ボルゲントライヒ（海抜 206 m）の降水量とビューネ地区（海抜 240 m）の気温の長期平均気候データ（1961年 - 1990年）の気候 |
| 月 | 1月 | 2月 | 3月 | 4月 | 5月 | 6月 | 7月 | 8月 | 9月 | 10月 | 11月 | 12月 | 年 |
| --- | --- | --- | --- | --- | --- | --- | --- | --- | --- | --- | --- | --- | --- |
| 日平均気温 °C （°F）                                                                                                  | −0.2 (31.6) | 0.6 (33.1) | 3.7 (38.7) | 7.5 (45.5) | 12.1 (53.8) | 15.1 (59.2) | 16.5 (61.7) | 16.4 (61.5) | 13.3 (55.9) | 9.2 (48.6) | 4.1 (39.4) | 1.0 (33.8) | 8.3 (46.9) |
| 降水量 mm （inch） | 53.8 (2.118) | 43.0 (1.693) | 51.5 (2.028) | 49.2 (1.937) | 59.8 (2.354) | 75.2 (2.961) | 62.6 (2.465) | 60.9 (2.398) | 56.2 (2.213) | 42.9 (1.689) | 58.5 (2.303) | 66.0 (2.598) | 677.8 (26.685) |
| 出典：ドイツ気象庁 | | | | | | | | | | | | | |

## 歴史

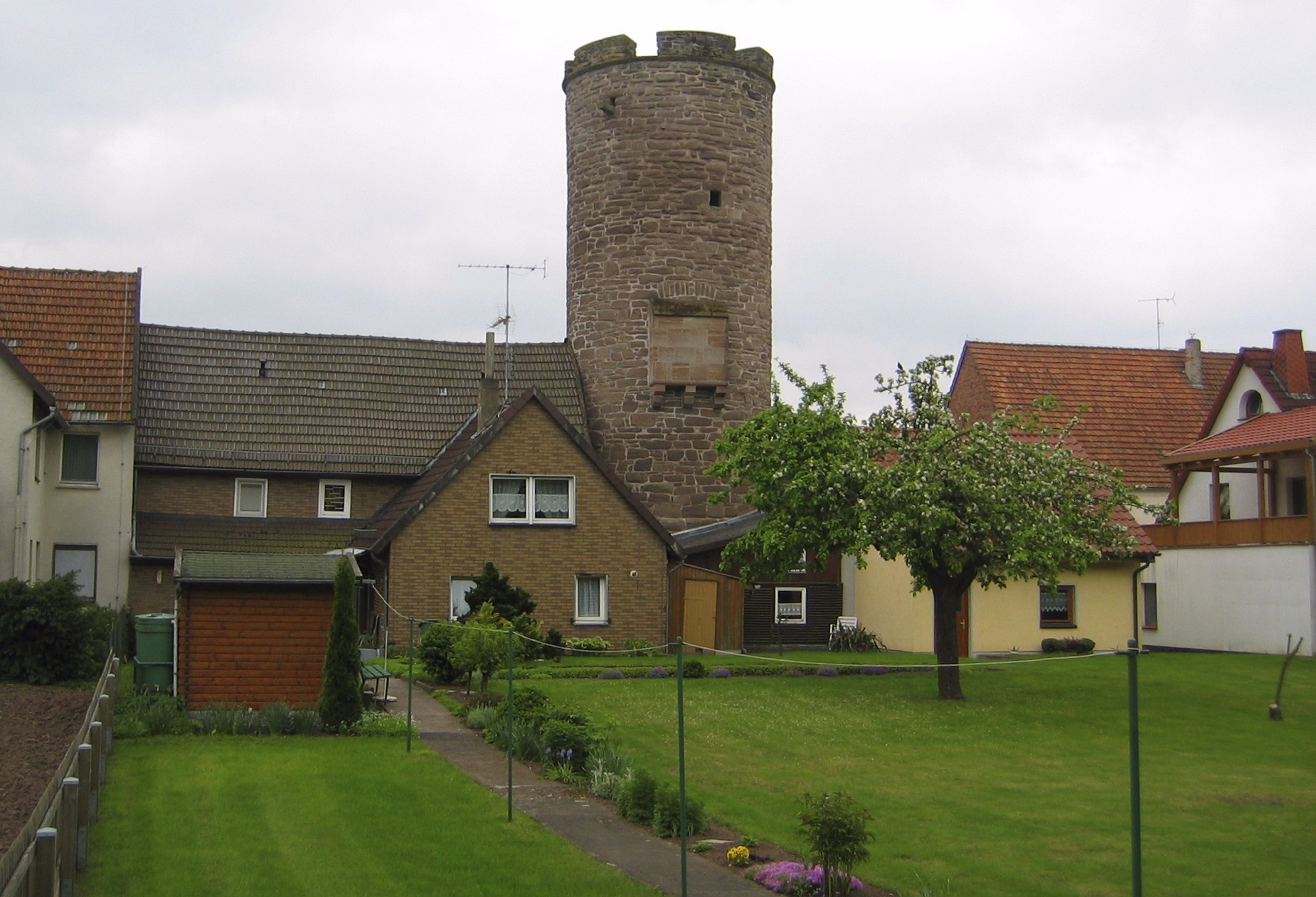
ボルゲントライヒのバルケン塔

2011年の発掘調査により、グローセンエーダー地区近郊に紀元前4,900年頃のサッカーグラウンド14面分の入植地の墓地が発見された。
ボルゲントライヒは、1280年に Borguntriche という表記で初めて文献に記録されている。これは、パーダーボルン司教オットー・フォン・リートベルクがケルン大司教ジークフリート・フォン・ヴェスターブルクから都市防衛施設建設の許可を得たという内容である。司教の城塞の精確な場所は明らかではない。1833年までに市壁は大部分が破壊されたが、バルケン塔は現存している。
ボルゲントライヒは、その創建時からパーダーボルン司教の世俗権力下にあったが、最初はザクセン公領であった。14世紀に神聖ローマ帝国内にパーダーボルン司教領が設けられ、この領邦は16世紀からニーダーライン＝ヴェストファーレン帝国クライスに属した。ボルゲントライヒは、パーダーボルン、ヴァールブルク、ブラーケルと並んで、この司教領の4つの首都の1つであった。1802年から1803年にプロイセン王国の支配下に入れられた。ナポレオン時代この街はヴェストファーレン王国の一部であった。ボルゲントライヒは1815年以降はプロイセン王国に返還され、1871年からドイツ国の一部となった。1945年から1949年まではイギリス管理地区の一部であり、1946年からノルトライン＝ヴェストファーレン州、1949年からドイツ連邦共和国に属した。

### 市町村合併
1890年にグーツ・ベツィルク・ディンケルブルクの一部がこの街に合併した。ノルトライン＝ヴェストファーレン州の地域再編に伴って、アムト・ボルゲントライヒに属していたボルゲントライヒ市、ボルクホルツ市の両市、およびビューネ、ドランクハウゼン、グローセンエーダー、ケルベッケ、リュトゲンエーダー、マンローデ、ムッデンハーゲン、ナーティンゲン、ナッツンゲン、レーゼベックの10町村が合併し、1975年1月1日に新たな都市としてボルゲントライヒ市が成立した。

## 住民

### 宗教

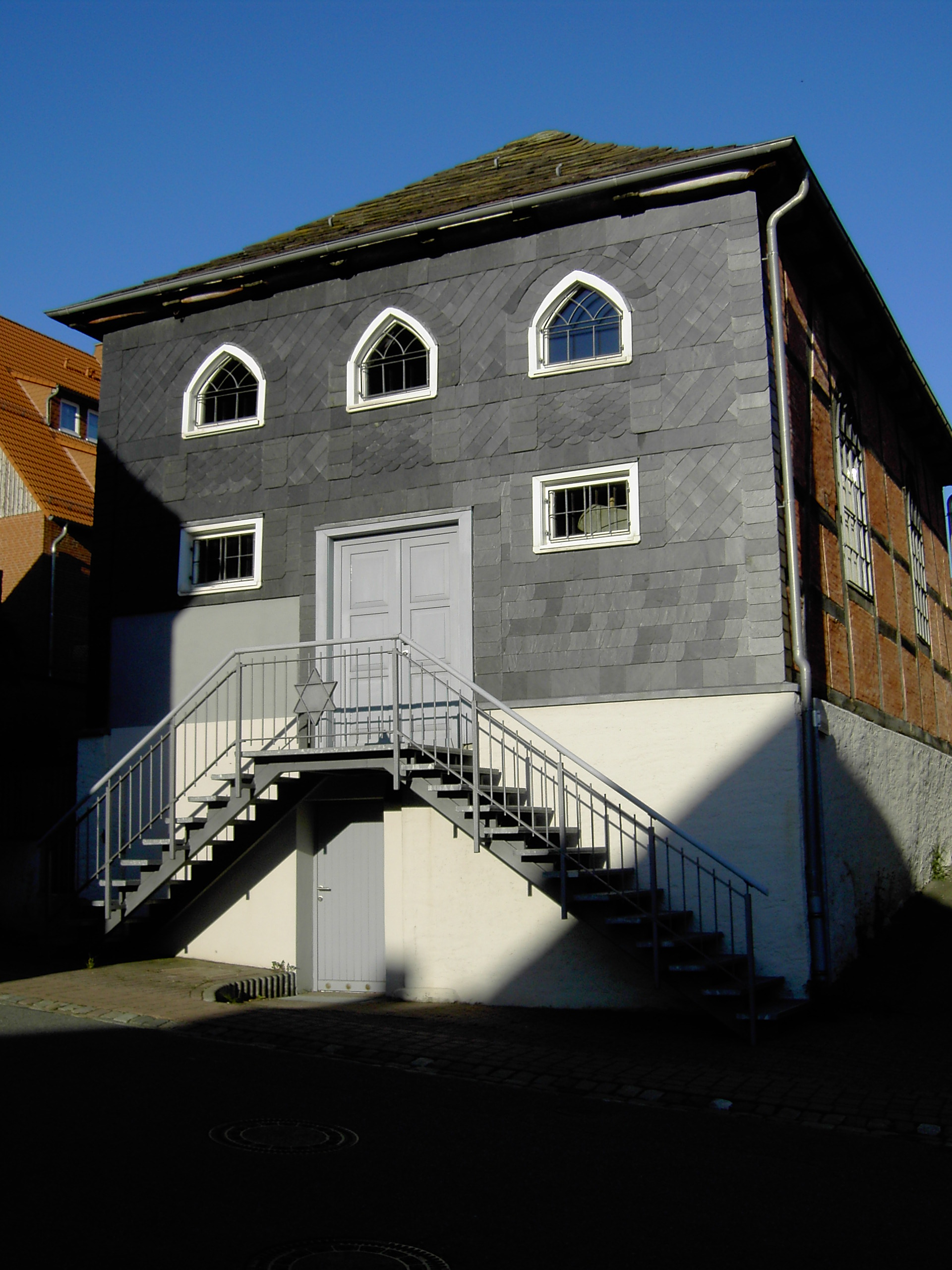
ボルクホルツ地区の旧シナゴーグ

かつてパーダーボルン司教領に属していたことから、ボルゲントライヒの住民は、伝統的にその多くがカトリック信者である。本市の市区にある10の教会区は、パーダーボルン大司教区のヘクスター首席司祭区ボルゲントライヒ教区連合に属している。
本市の福音主義ルター派信者は、ボルゲントライヒの福音主義教会に属している。この教会はヴェストファーレン福音主義教会パーダーボルン教会クライスに属す。
ボルクホルツ地区では、旧シナゴーグがこの街のユダヤ人の歴史を物語っている。
現在の宗教分布を知る手がかりの一つが、ボルゲントライヒの学生に対する所属宗教団体の調査である。この調査によれば、2006年/2007年の学期では学生の 14.7 % が福音主義、80.4 % がカトリックに所属した。0.4 % がその他の宗教団体に所属し、無宗教は 4.4 % であった。

### 人口推移
以下の表に各時点の市域におけるボルゲントライヒ市の人口を示す。市域の変化は、1890年にグーツ・ベツィルク・ディンケルブルクの一部が合併し、1975年1月1日に11の周辺市町村がボルゲントライヒに合併した。
1970年までの数値と1987年の数値は人口調査の結果であり、1975年以降の数値は州統計局の研究値である。1975年、1980年、1985年の数値は推定値、1990年以降の数値は1987年の調査結果に基づく推計値である。
各時点におけるボルゲントライヒ市の人口推移
| 時点              | 人口（人） |
| ----------------- | ---------- |
| 1818年 (12月31日) | 1583       |
| 1831年 (12月3日)  | 1684       |
| 1837年 (12月3日)  | 1685       |
| 1843年 (12月3日)  | 1812       |
| 1849年 (12月3日)  | 1918       |
| 1852年 (12月3日)  | 1850       |
| 1858年 (12月3日)  | 1718       |
| 1861年 (12月3日)  | 1729       |
| 1867年 (12月3日)  | 1601       |
| 1871年 (12月1日)  | 1546       |
| 1885年 (12月1日)  | 1539       |

| 時点              | 人口（人） |
| ----------------- | ---------- |
| 1895年 (12月1日)  | 1597       |
| 1905年 (12月1日)  | 1603       |
| 1925年 (6月16日)  | 1685       |
| 1933年 (6月16日)  | 1679       |
| 1939年 (5月17日)  | 1646       |
| 1946年 (10月29日) | 2046       |
| 1950年 (9月13日)  | 2058       |
| 1961年 (6月6日)   | 2094       |
| 1970年 (5月27日)  | 2396       |
| 1974年 (6月30日)  | 2291       |

現在の市域にあたる地域の人口推移
| 時点              | 人口（人） |
| ----------------- | ---------- |
| 1961年 (6月6日)   | 9079       |
| 1970年 (5月27日)  | 9582       |
| 1974年 (6月30日)  | 9319       |
| 1975年 (12月31日) | 9127       |
| 1980年 (12月31日) | 8908       |
| 1985年 (12月31日) | 8807       |
| 1987年 (5月25日)  | 9161       |

| 時点              | 人口（人） |
| ----------------- | ---------- |
| 1990年 (12月31日) | 9376       |
| 1995年 (12月31日) | 9743       |
| 2000年 (12月31日) | 9894       |
| 2005年 (12月31日) | 9610       |
| 2010年 (12月31日) | 9092       |
| 2012年 (12月31日) | 9040       |
| 2013年 (12月31日) | 9035       |

## 行政
ボルゲントライヒは、州議会議員選挙ではヘクスター選挙区 (第102選挙区)、連邦議会選挙ではヘクスター＝リッペ2区 (第137選挙区) に属している。

### 市議会
ボルゲントライヒ市の市議会は、26議席からなる。

### 市長
2020年の市長選挙でニコラス・アレクサンダー・アイシュ (CDU) は 57.26 % の支持票を獲得してボルゲントライヒの市長に選出された。
過去の市長は以下の通りである。
- 1975–1976: ベルンハルト・テンメ
- 1976–1980: マイノルフ・ミヒェルス
- 1981–1994: アドルフ・ガブリエル (CDU)
- 1994–1999: ギュンター・ニッゲマン (CDU)
- 1999–2014: ベルンハルト・テンメ (CDU)
- 2014–2020: ライナー・ラウフ (CDU)[23]

### 紋章、旗、印章
ボルゲントライヒ市は、1976年7月19日付けのデトモルト行政管区長官の文書によって紋章と旗の使用権を認められた。また、紋章をデザインした印章を使用している（基本条例 §２）。
紋章: 赤地と金（黄）地に左右二分割。向かって左には金色（黄色）の十字架、向かって右には赤いユリ。紋章基部には青い三重の段差を付けた鋸壁が描かれている。
十字架は旧ボルゲントライヒ市の、赤いユリは旧ボルクホルツ市のシンボルである。青色の12の鋸壁は、12地区を表現している。
旗: 長辺と平行に赤地と黄地に二分割。紋章が描かれている。
印章: STADT BORGENTREICHの銘。銘の間に市の紋章。

### 姉妹都市
- リュ（フランス、ソンム県）1986年

ボルゲントライヒは、1986年9月12日にフランスのピカルディ地域圏に位置するリュ小郡のリュと姉妹都市協定を結んだ。この関係は、主にボルゲントライヒの「国際関係の友好協会」によって組織された。
本市は1990年からブランデンブルク州エルベ＝エルスター郡のシュリーベンと友好都市協定を結んでいる。

## 文化と見所

### 演劇
ボルゲントライヒには、専用の劇場がない。アマチュア劇団の「ルスティゲス・ベルデ＝テアター」（直訳すると「陽気なベルゲ劇場」）は、ボルゲントライヒで定期的に公演を行っている。別のアマチュア劇団はグローセンエーダーやナッツンゲンで公演を行っている。

### 博物館

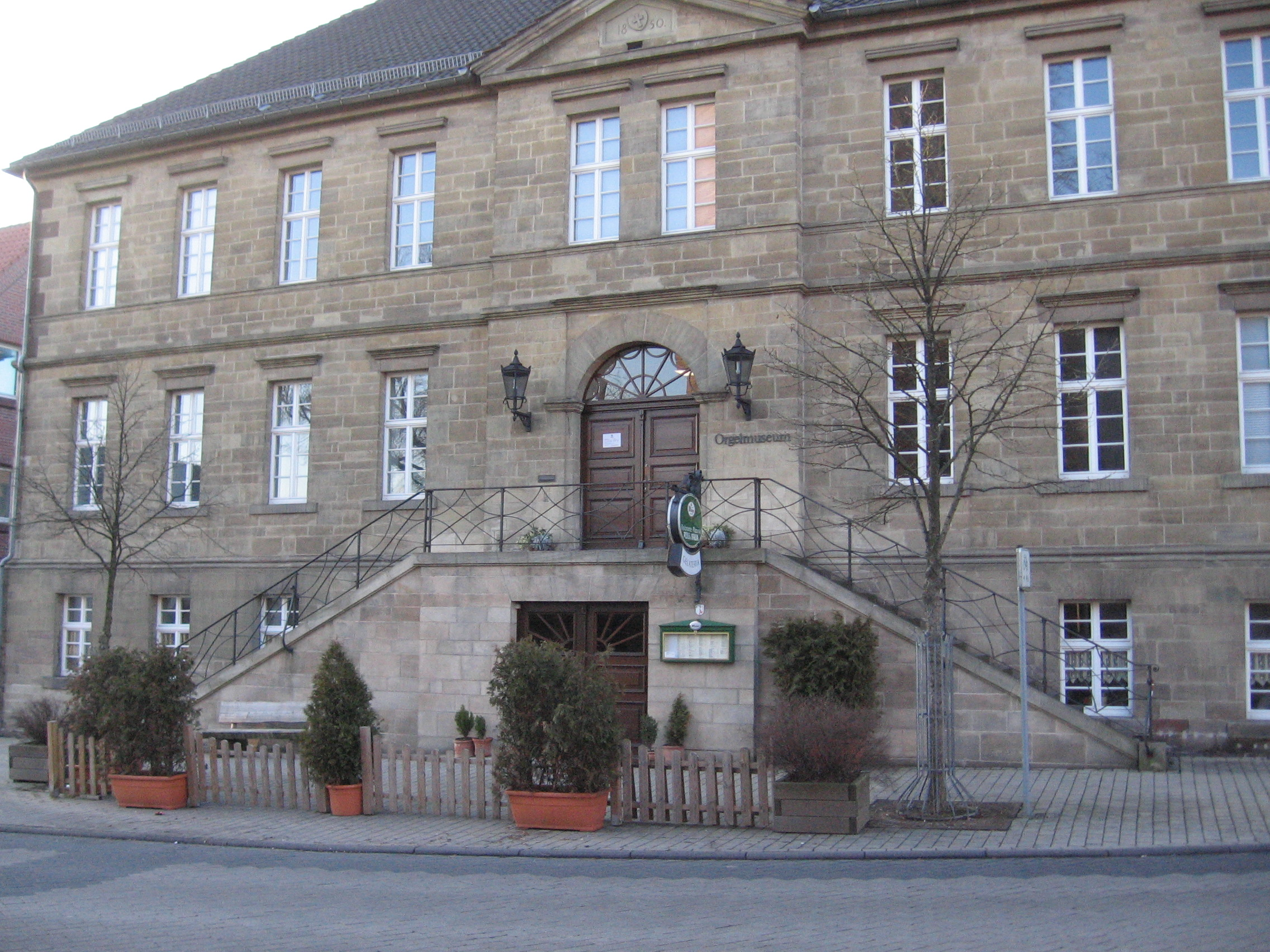
オルガン博物館

1980年からボルゲントライヒの旧市庁舎にドイツ初のオルガン博物館が設けられた。
ボルクホルツ地区の博物館「村の歴史」は、かつてのアインブリック農園に1900年から1960年の農民の暮らしを展示している。展示品は古い農機と農具である。大きな脱穀機、蒸気機関、ランツ・ブルドッグ耕運機も展示されている。外には「BORGHOLZ」の駅名標示板や、ボルクホルツ＝ナッツンゲン間の路線にあった遮断器が展示されている。駅の時計、信号機、展示ケースのある再現されたプラットホームは、かつての駅や25年以上存在していたボルクホルツ駅博物館を思い起こさせる。駅博物館は、約100年前の小さな田舎の駅の機能を展示していたが、2009年7月に閉館した。

### 音楽
ボルゲントライヒには、様々な分野の音楽協会がある。たとえば、ボルクホルツの男声合唱団アイントラハト、ボルゲントライヒ音楽協会、ビューネ音楽協会、ケルベッケのオーバーヴェルダー・ムジカンテンと、ナッツンゲン、ボルクホルツ、グローセンエーダー、マンローデ、レーゼベックの楽隊がある。

### 建造物

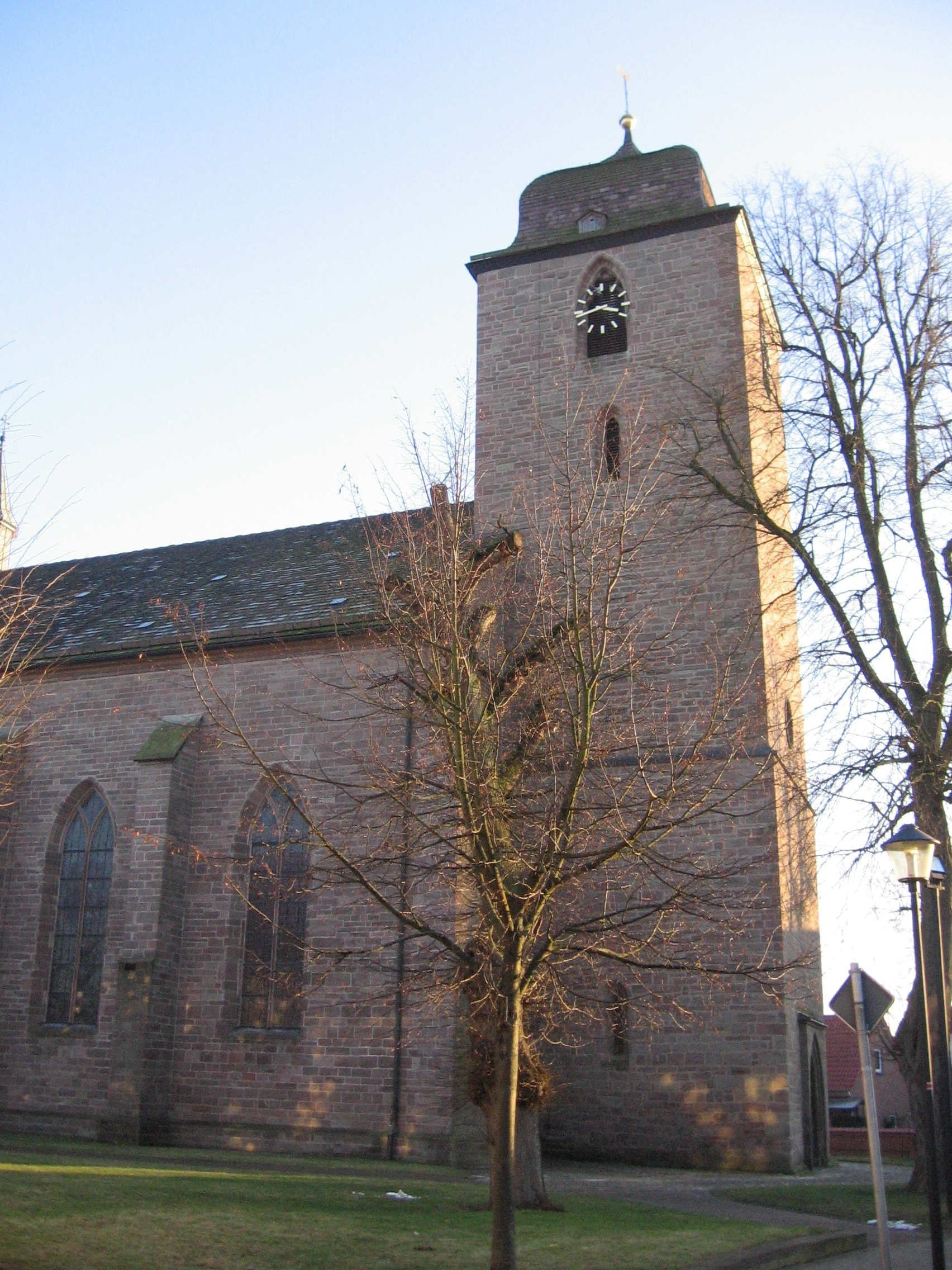
洗礼者聖ヨハネ教会

#### 洗礼者聖ヨハネ教区教会
洗礼者聖ヨハネ教会にはボルゲントライヒの歴史的なバロックオルガンがある。この楽器は17世紀にダルハイム修道院（リヒテナウ）の修道院教会のために建造された。世俗化に伴ってダルハイム修道院が閉鎖され、その財産は売却された。これによりオルガンは、プロイセン国王の許可を得て、ボルゲントライヒに売却され、オルガン製作者イスフォルディングによって移設された。

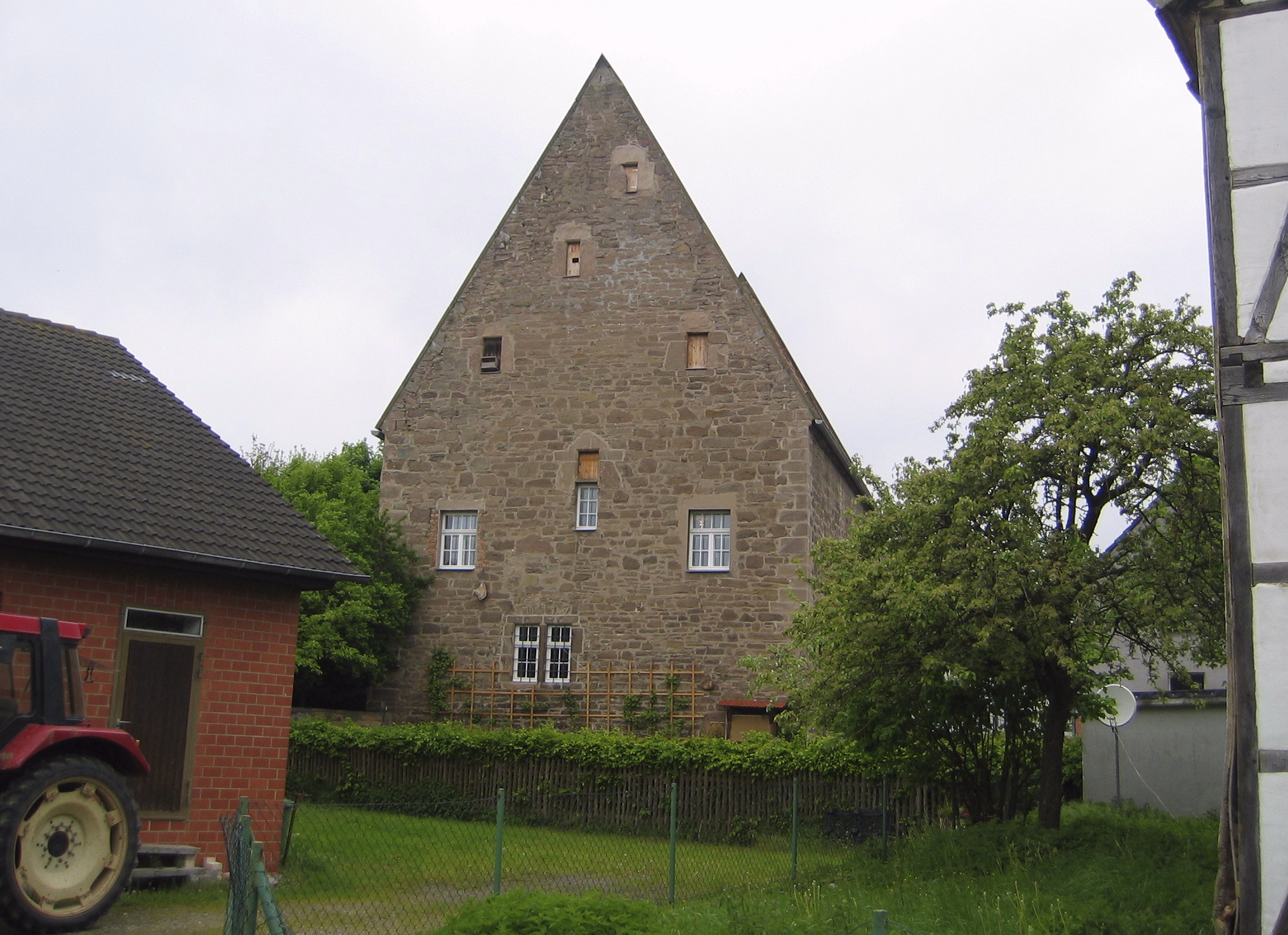
ボルゲントライヒのシュタイネルネ・ハウス

#### その他の建物
ボルゲントライヒで最も古い建物は、シュタイネルネ・ハウスである。その歴史はハルデハウゼン修道院と緊密に結びついている。シトー会修道士は、1405年または1406年から1803年まで古い十分の一税倉庫を修道院として使っていた。この建物の精確な建造時期は明らかでなく、「1300年頃」とされている。1313年に火災があったと伝えられており、この時にはすでに存在していたはずである。この建物は、ヴェストファーレン地方にわずか数棟しか遺されていない修道院建築の一つとして地域的な文化史的に重要である。シュタイネルネ・ハウスのヴォールトの地下室は12世紀後期の日付を持つ。これはこの周辺地域で最も古い世俗のヴォールト地下室である。帝国代表者会議主要決議後の1803年にハルデハウゼン修道院はプロイセン政府の所有に移管された。シュタイネルネ・ハウスは1848年にボルゲントライヒ市に売却され、現在までその所有下にある。1920年から1952年までこの建物は学校として使われたが、その後1977年までは一部が居住目的に貸し出された。これ以後この歴史的建造物は空き家となり、次第に荒廃していった。1985年に記念建造物に指定された。修復と内部改造の後、1999年にヘクスター郡の風致ステーション、市民団体「レーベンスウェルテス・ベルデラント・ウント・ディーメルタール」、エッゲ＝ヴェーザー自然文化協会、行動連盟「ターク・デア・レギオーネン」が入居している。3階にはクルト＝プライヴィシュ小図書館がある。この図書館には、20世紀後半のヘクスター郡の博物学者クルト・プライヴィシュの遺産が収蔵されている。さらに自然愛好家は、土着動物の標本や頭骨、ヘクスター郡の自然や自然保護に関する絵画や標識をシュタイネルネ・ハウスで見ることができる。

### 自然保護地区と自然文化財
市域内には、レーゼベッカー・ブルーフ、ケルベッカー・ブルーフ、ウンテーレ・エッゲルタール、ザーメンスベルク、シュヴィーメルコプフ、レーバージークの 6つの自然保護地区があり、総面積は約 287 ha である。ボルゲントライヒの自然文化財はいずれも単独の樹木または木立である。

### スポーツ
ボルゲントライヒ市は、10地区のスポーツクラブに芝のグラウンドを提供している。また、学校の体育館が 6棟あり、温水の屋外・屋内プールがある。
ボルゲントライヒの総合スポーツクラブが VfR ボルゲントライヒとボルクホルツ/ナッツンゲンおよびリュトゲンエーダー・スポーツクラブである。卓球はボルゲントライヒとボルクホルツで楽しまれている。ナッツンゲンにはドイツ人命救助協会 (DLRG) の支部グループがある。ボルゲントライヒ聖ゼバスティアン射撃兄弟団にはスポーツ射撃部門がある。

### 年中行事
ボルゲントライヒでは1977年から市祭が祝われている。この祭は毎年9月の第2水曜日に行われる。旧デーゼンベルク兵舎跡の敷地では2009年から8月初めにイエズス・フリークスのフリークストック＝フェスティバルが開催されている。

## 経済と社会資本

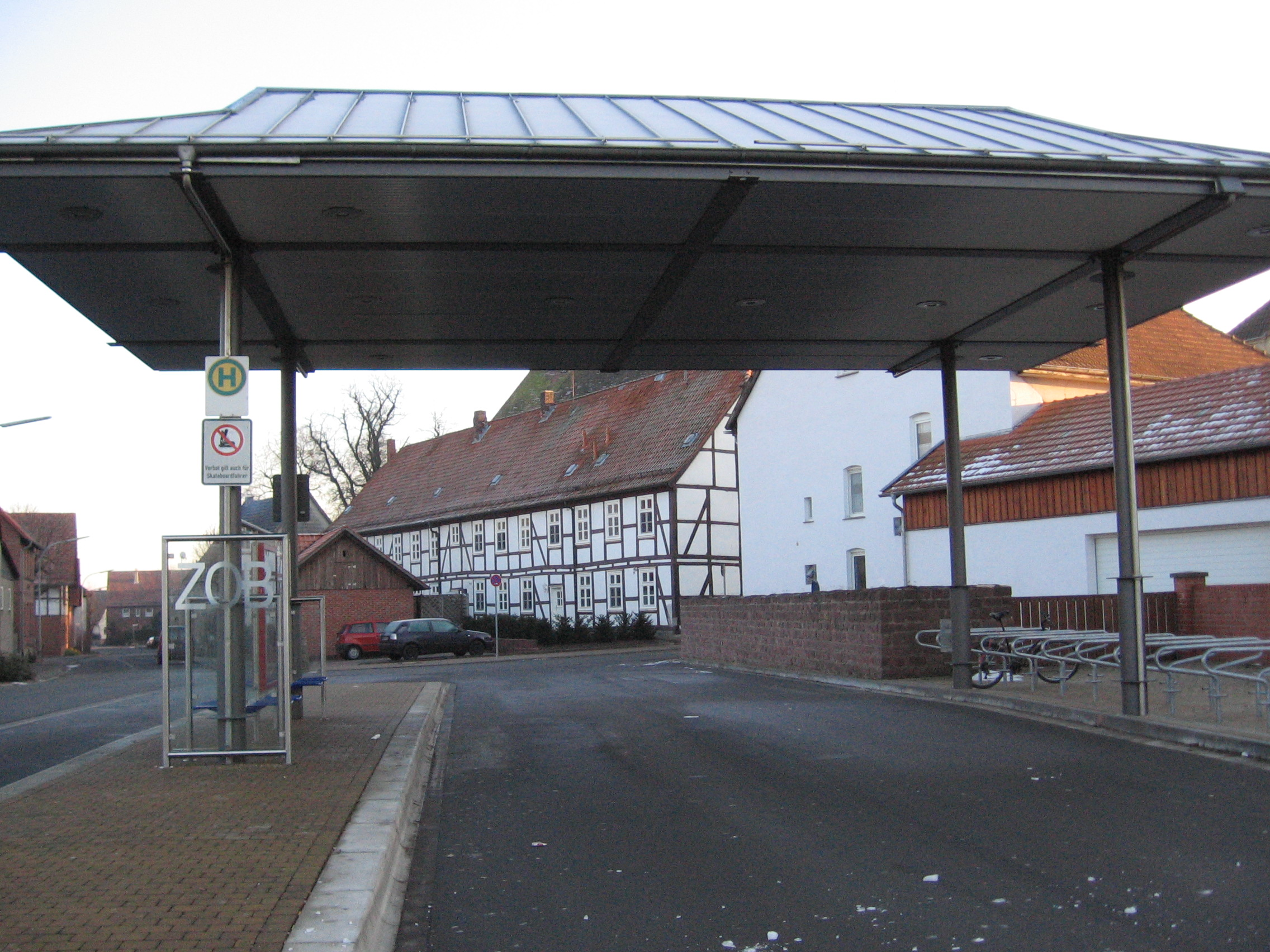
ボルゲントライヒのバスステーション

### 交通
ボルゲントライヒは、ホーエンヴェーペル（ヴァールブルク）からヴィーネンブルク（ゴスラー）への連邦道 B241号線沿いに位置している。ボルゲントライヒのボルクホルツ地区およびナッツンゲン地区は、1984年まで営業していた鉄道ホルツミンデン - シェルフェーデ線の駅があった。これ以後この路線は廃止され、最寄りの駅はヴァールブルクにある。公共旅客交通は、パーダーボルン＝ヘクスター近郊交通連盟が運営しており、地区間や周辺市町村への定期バス路線を運行している。最寄りの交通空港は、パーダーボルン/リップシュタット空港であり、約 60 km 離れている。

### メディア
日刊紙では、ノイエ・ヴェストフェリシェとヴェストファーレン＝ブラットが、週に6日、ローカルニュースを掲載して刊行されている。両紙のローカル面以外の紙面は、ビーレフェルトのそれぞれの中央編集局で制作される。また、パーダーボルン司教区およびコルヴァイ地方では、パーダーボルン郡およびヘクスター郡向けの、地方史、文学、芸術に関する寄稿文を含む「ディー・ヴァルテ」が年に4回発行されている。
ベーヴェルンゲンは、西部ドイツ放送 (WDR) のビーレフェルト地方スタジオの放送エリアに属している。また1991年からは、ラジオ・ホーホシュティフトが放送を行っている。このラジオ局は、この地域のニュースを重点的に採り上げており、広域放送（たとえば WDR）に比べ高い聴取率を得ている。

### 公共機関
ボルゲントライヒ都市施設局は、4つの支局から構成される。都市施設局は中核市区の電力供給を安定化させ、12の全市区に新鮮な水を供給し、学校センター、体育館、屋内プールのためのブロック火力発電所を運営し、街の屋外・屋内プールを運営している。
ヘクスター郡風致ステーション: 生物学ステーション（ヘクスター郡内の自然保護地区および Natura-2000地区の管理、保護）、シュタイネルネ・ハウス

### 教育
本市には、4校の基礎課程学校と、本課程学校と実科学校が統合されたベルデラントシューレがある。これより上級の学校は周辺の街に通う。
2013年10月15日現在、ボルゲントライヒには 43人の教員と 603人の児童・生徒がいた。このうち基礎課程学校が 301人、ベルデラントシューレが 302人である。
ボルゲントライヒとボルクホルツにはカトリックの公共図書館がある。ボルゲントライヒでは、シニアセンターの図書チームで 29人のボランティアが働いている。ボルクホルツの司祭館には 1,800点のメディアが収蔵されており、8人のボランティア職員が管理している。

### 地元企業
ボルゲントライヒの経済構造は、中小企業によって形作られている。最も重要な産業分野は、絶対数の見地から加工作業であり、この街の被雇用者の 36.2 % がこの職種に従事している。

## 人物

### 出身者
- ヨルダヌス・ネモラリウス（ドイツ語版、英語版）（13世紀初め）中世の数学者（ボルゲントライヒを出身地とすることについては議論がある）